# 王见新
王见新（1911年—1999年），化名孙俊才，宁津县人。中华人民共和国政治人物。
早年担任中共山东省委巡视员，1938年与李乐平在藤县组织抗日部队，并成立中共滕县特别支部，任支部书记，与张光中、何一萍组织当地抗日活动。此后担任中共枣庄矿区党委书记等职。中华人民共和国成立后，担任郑州铁路分局局长、中国交通学院教育长等，升任华北局经济委员会副主任。1978年，担任北方交通大学党委书记兼校长。